# Chaas
Chaas (gu: છાશ chhash, hi: छाछ chhachh) là một loại đồ uống pha bằng dahi (sữa chua) phổ biến trên khắp tiểu lục địa Ấn Độ. Tên món còn được viết chhaachh. Ở vùng Bengal của tiểu lục địa Ấn Độ, món được gọi là ghol. Món được gọi là moru മോര് trong tiếng Tamil và Malayalam, taak ताक trong tiếng Marathi, majjiga ở Telugu, majjige ở Kannada, ale (phát âm là a-lay) trong tiếng Tulu. Món thường được gọi là laban vào thời Cựu Dhaka ở Bangladesh. Trong tiếng Anh Ấn Độ, món thường được gọi là sữa bơ.

## Pha chế và các biến thể
Chaas được pha bằng cách khuấy sữa chua (sữa đông/dahi) và nước lạnh với nhau trong một cái nồi, sử dụng một dụng cụ cầm tay gọi là madhani. Món này có thể được thưởng thức bình thường hoặc được nêm nếm với nhiều loại gia vị. Chaas có thể được làm từ sữa chua tươi. Hương vị tự nhiên của chaas là ngọt nhẹ. Kiểu loại chaas này rất gần với lassi, với hai điểm khác biệt chính: chaas loãng hơn (với nước) so với lassi và không giống như lassi, chaas không có thêm đường.
Mặc dù chaas có thể được pha từ sữa chua tươi (sữa đông / dahi), nhưng nó thường được làm tại nhà từ sữa chua để qua vài ngày và đã trở nên chua do thời gian ủ. Thật vậy, một trong những mục đích khi pha món chaas tại nhà là giải quyết hữu ích lượng sữa chua cũ để lâu trong tủ lạnh. Chaas có vị chua nhẹ, thơm được xem là ngon. Một chút muối thường được thêm để tăng thêm hương vị và các gia vị khác cũng có thể được thêm vào, như mô tả bên dưới.
Một biến thể thứ ba của chaas bằng cách thêm bơ sữa thực tế (nước còn lại sau khi đánh bông bơ) vào chaas. Điều này tạo ra vị hơi chua-đắng cho thành phẩm, và cần phải thêm gia vị để che đi những hương vị này. Chaas được làm bằng sữa bơ rất tốt cho sức khỏe nhưng hương vị không hề hấp dẫn chút nào. Tuy nhiên, nếu sử dụng các loại gia vị và gia vị thích hợp thì món ăn có thể rất ngon. Kiểu pha chaas này lạ và hiếm hơn so với các kiểu khác, bởi vì nó chỉ có sẵn khi đánh bơ ở nhà.